# Port lotniczy Batman
Port lotniczy Batman (IATA: BAL, ICAO: LTCJ) – wojskowo-cywilny port lotniczy położony w Batman, w prowincji Batman, w Turcji.

## Linie lotnicze i połączenia
| Linia Lotnicza   | Kierunek                 |
| ---------------- | ------------------------ |
| AnadoluJet       | 1. Ankara                |
| Pegasus Airlines | 1. Stambuł-Sabiha Gökçen |
| Turkish Airlines | 1. Stambuł               |